# Marianne (film, 1929)
Pour plus de détails, voir Fiche technique et Distribution.
Marianne est un film américain réalisé par Robert Z. Leonard, sorti en 1929.

## Synopsis
Marianne, une jeune femme française, tient une auberge dans une petite ville française pendant la Première Guerre mondiale. Séparée de son amour d'enfance, André, elle lui promet de l'attendre. Sa ville est partiellement détruite et une compagnie de soldats américains y est cantonnée, attendant les ordres de rentrer au pays. Voyant un cochon sur le point d'être abattu, Marianne le revendique comme un animal de compagnie. Son obstination à le garder attire l'attention du soldat Stagg, qui va se retrouver en prison pour avoir essayé de sauver l'animal. Marianne et Stagg tombent amoureux. Mais André rentre chez lui aveugle, et Stagg retourne dans son pays. Marianne s'aperçoit vite qu'André est amoureux de son infirmière et elle part pour l'Amérique retrouver Stagg.

## Fiche technique
- Titre original : Marianne
- Titre français : Marianne
- Réalisation : Robert Z. Leonard
- Scénario : Dale Van Every
- Photographie : Oliver T. Marsh
- Montage : James C. McKay, Basil Wrangell
- Musique : William Axt (non crédité), Charles Maxwell (non crédité)
- Direction artistique : Cedric Gibbons
- Costumes : Adrian
- Son : Douglas Shearer
- Société de production : Cosmopolitan Productions
- Société de distribution : Metro-Goldwyn-Mayer
- Pays de production :  États-Unis
- Langue originale : anglais américain
- Format : Noir et blanc  — 35 mm — 1,37:1 — version mono et version muet
- Genre : Film dramatique
- Durée : 84 minutes (1 h 24)
- Dates de sortie : 
  - États-Unis : septembre 1929
  - France : 25 novembre 1932

## Distribution

### Version muette
- Marion Davies : Marianne
- Oscar Shaw : Stagg
- Robert Castle : André
- Robert Ames : Soapy
- Mack Swain : le Général
- Oscar Apfel : le Major

### Version sonore
- Marion Davies : Marianne
- Lawrence Gray : Stagg
- George Baxter : André
- Cliff Edwards : Soapy
- Benny Rubin : Sam
- Scott Colton : Lieutenant Frane
- Robert Edeson : le Général
- Emile Chautard : Père Joseph